# Сонгеа
Сонгеа - місто в Танзанії. Є адміністративним центром регіону Рувума.

## Географія
Місто розташоване на півдні країни, недалеко від кордону з Мозамбіком.

### Клімат
Місто знаходиться у зоні, котра характеризується вологим субтропічним кліматом. Найтепліший місяць — лютий із середньою температурою 22.8 °C (73 °F). Найхолодніший місяць — липень, із середньою температурою 17.2 °С (63 °F).
| Клімат Сонгеа           | Клімат Сонгеа | Клімат Сонгеа | Клімат Сонгеа | Клімат Сонгеа | Клімат Сонгеа | Клімат Сонгеа | Клімат Сонгеа | Клімат Сонгеа | Клімат Сонгеа | Клімат Сонгеа | Клімат Сонгеа | Клімат Сонгеа | Клімат Сонгеа |
| Показник                | Січ.          | Лют.          | Бер.          | Квіт.         | Трав.         | Черв.         | Лип.          | Серп.         | Вер.          | Жовт.         | Лист.         | Груд.         | Рік           |
| Абсолютний максимум, °C | 30            | 30            | 29            | 28            | 28            | 27            | 27            | 26            | 30            | 31            | 32            | 32            | 32            |
| Середній максимум, °C   | 26            | 27            | 26            | 25            | 23            | 22            | 22            | 23            | 26            | 27            | 28            | 27            | 25            |
| Середня температура, °C | 21            | 22            | 22            | 21            | 19            | 17            | 17            | 18            | 20            | 21            | 22            | 22            | 20            |
| Середній мінімум, °C    | 17            | 18            | 18            | 17            | 15            | 12            | 12            | 13            | 15            | 16            | 17            | 18            | 16            |
| Абсолютний мінімум, °C  | 16            | 15            | 15            | 11            | 10            | 7             | 7             | 8             | 9             | 14            | 15            | 15            | 7             |
| Норма опадів, мм        | 270           | 230           | 250           | 110           | 10            | 0             | 0             | 0             | 0             | 0             | 40            | 170           | 1120          |
| Вологість повітря, %    | 78            | 76            | 79            | 76            | 70            | 65            | 61            | 61            | 57            | 55            | 60            | 71            | 67            |
| ----------------------- | ------------- | ------------- | ------------- | ------------- | ------------- | ------------- | ------------- | ------------- | ------------- | ------------- | ------------- | ------------- | ------------- |
| Джерело: Weatherbase    |               |               |               |               |               |               |               |               |               |               |               |               |               |

## Населення
Чисельність населення Сонгеа, згідно з даними перепису 2002 року, становила 98 683 осіб.

## Відомі люди
В місті народилася Аша-Роуз Мігіро — танзанійський юрист і політичний діяч.

## Галерея

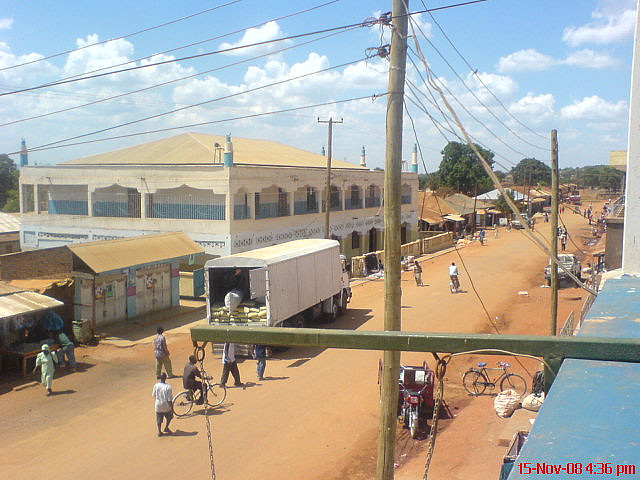
Мечеть Масджідун Нур Джумма
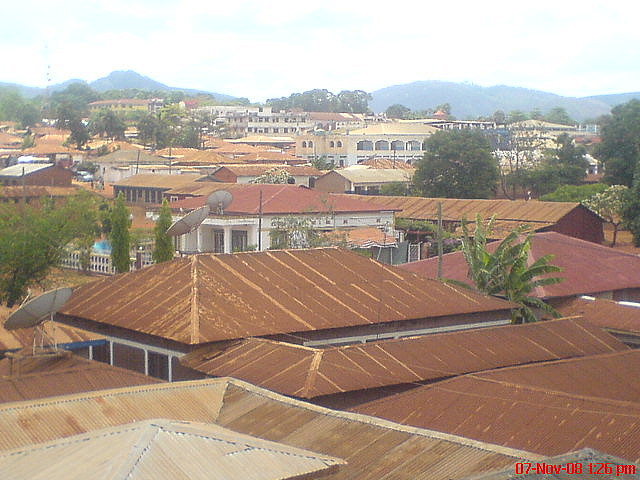
Вид на місто з готелю «Шиньянга»
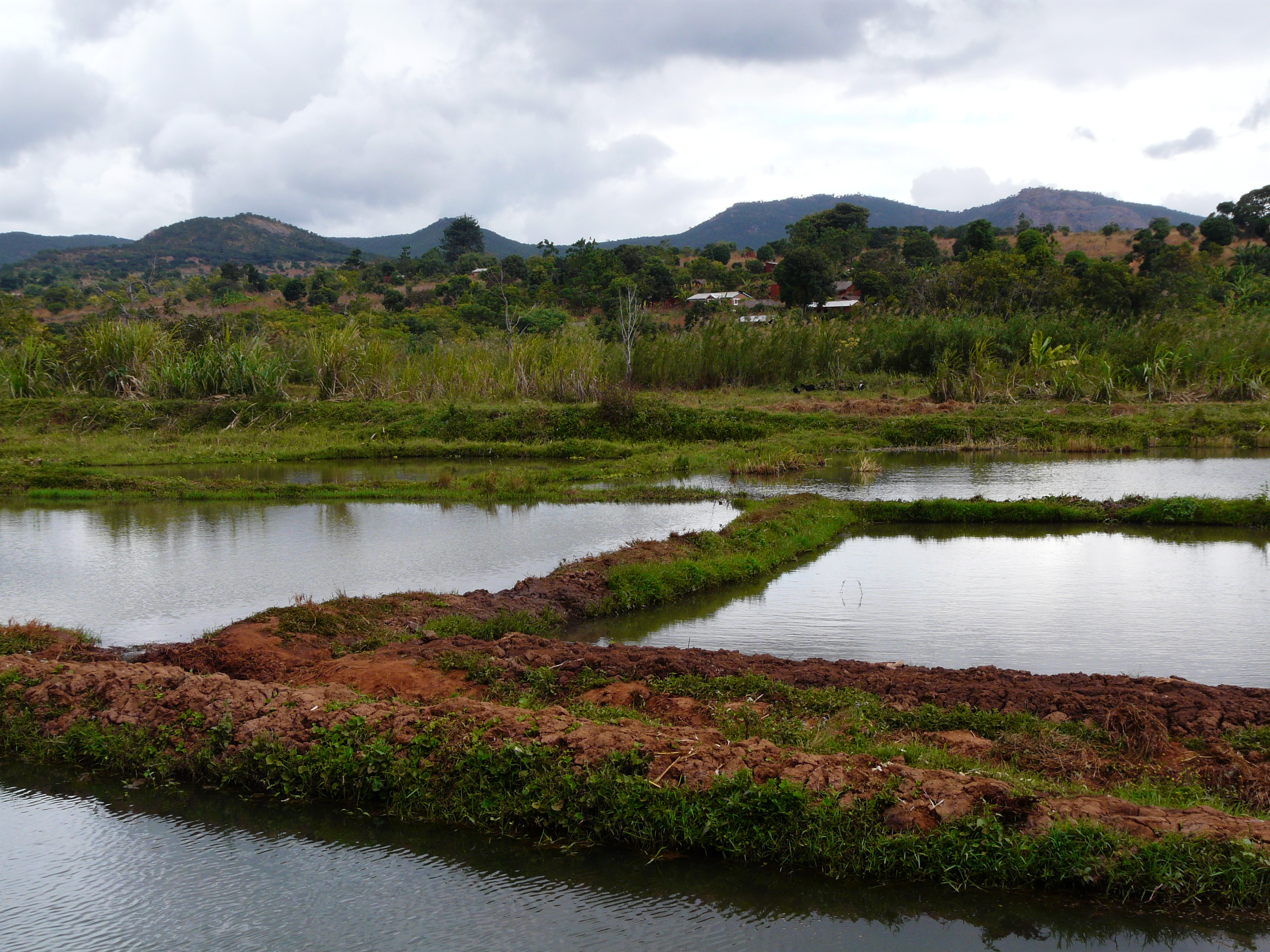
Водойми навколо міста
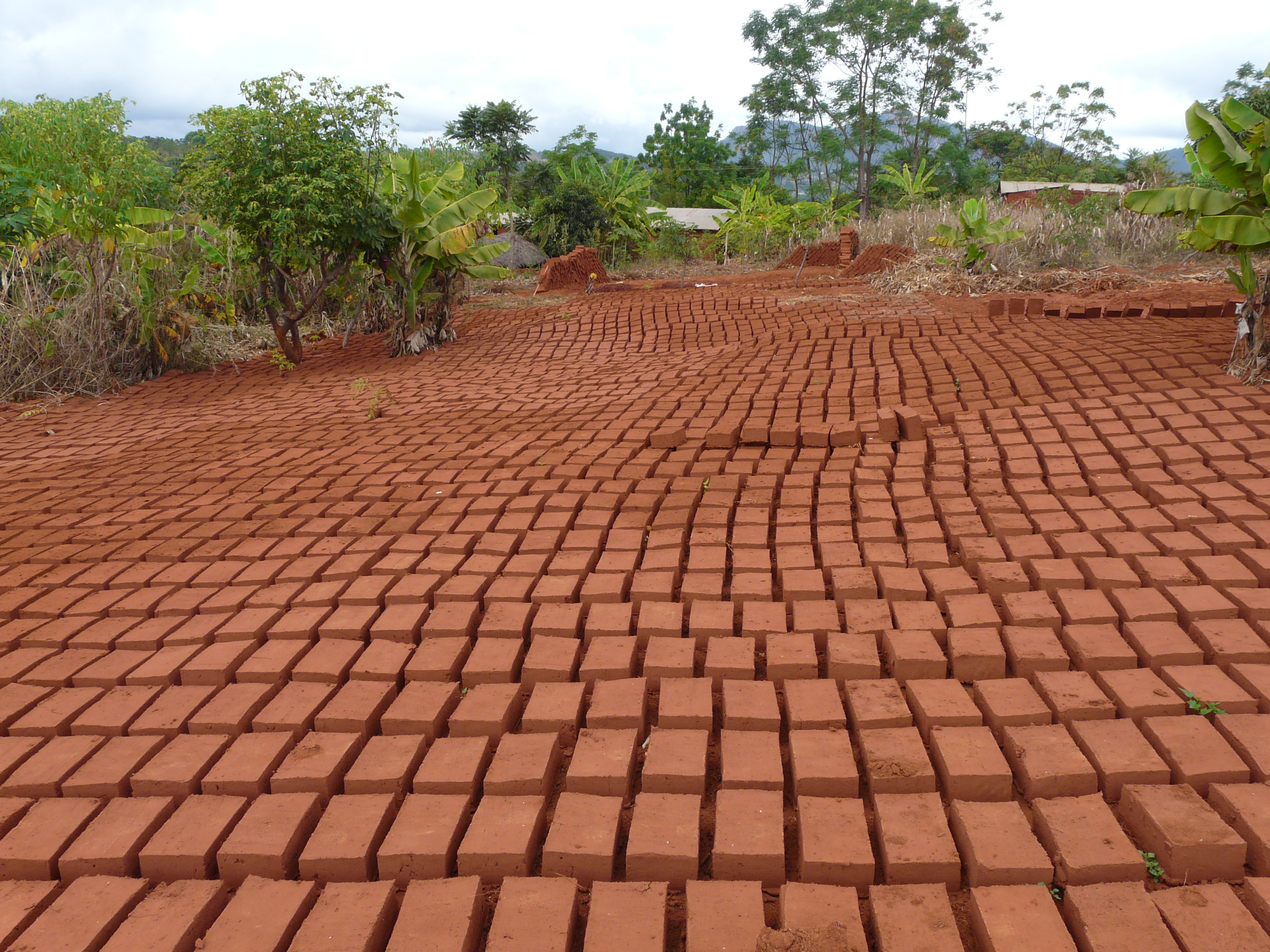
Цегла, вироблена в Сонгеа